# Józefa Monrabal
Józefa (Josefa) Monrabal (ur. 3 lipca 1901 w Gandii, zm. 30 sierpnia 1936 w Xeresa) – hiszpańska zakonnica, męczennica i błogosławiona Kościoła katolickiego.

## Życiorys
W wieku 27 lat wstąpiła do Zgromadzenia Sióstr św. Józefa z Girony. W latach 1928–1934 złożyła śluby zakonne i wieczyste. Zginęła w czasie wojny domowej w Hiszpanii.
Została beatyfikowana 5 września 2015 roku w imieniu papieża Franciszka przez kardynała Angelo Amato.